# Антиох II Тео
Антиох II (286. п. н. е.–246. п. н. е.) је био краљ хеленистичког Селеукидског царства који је владао од 261. п. н. е. до 246. п. н. е. Наследио је свог оца Антиоха I Сотера зиме 261. п. н. е. Био је млађи син поменутог и принцезе Стратонике, кћери Деметрија Поликрета. Наследио је државу у ратном стању са Египтом, који се водио дуж обале Мале Азије. Антиох је такође направио неки покушај да се учрвсти у Тракији. Током рата наденут му је надимак Тео (од грчког Θεός, бог).

## Владавина
Наследио је трајне тензије са Птолемејским Египтом и убрзо је започео Други сиријски рат у савезу са Антигоном II из династије Антигонида. Рат се углавном водио дуж обала Мале Азије и мешао се са сталним интригама ситних деспота и немирних градова-држава у Малој Азији. Антиох II је постигао неке добитке у Малој Азији и стекао директан приступ Егејском мору освајањем Милета и Ефеса. Током рата узео је титулу Теос (грчки: Θεος, „Бог“), као такав за Милежане у убиству тиранина Тимарха. Отприлике у исто време Антиох II је такође покушао да се учврсти у Тракији, чији детаљи су углавном непознати, а ковница у граду Византији је накратко издала новчиће у његово име.

## Породично стабло
|  |                        |  |  |  |  |  |  |  |  |  |  |  |  |  |  |  |
|  | 2. Антиох I Сотер      |  |  |  |  |  |  |  |  |  |  |  |  |  |  |  |
|  |                        |  |  |  |  |  |  |  |  |  |  |  |  |  |  |  |
|  |                        |  |  |  |  |  |  |  |  |  |  |  |  |  |  |  |
|  | 1. Антиох II Тео       |  |  |  |  |  |  |  |  |  |  |  |  |  |  |  |
|  |                        |  |  |  |  |  |  |  |  |  |  |  |  |  |  |  |
|  |                        |  |  |  |  |  |  |  |  |  |  |  |  |  |  |  |
|  | 3. Стратоника Сиријска |  |  |  |  |  |  |  |  |  |  |  |  |  |  |  |
|  |                        |  |  |  |  |  |  |  |  |  |  |  |  |  |  |  |
|  |                        |  |  |  |  |  |  |  |  |  |  |  |  |  |  |  |